# Castro Marina
Castro Marina o Castromarina (Casciu de Sutta in dialetto salentino) è un quartiere di Castro, in provincia di Lecce, e più esattamente di quella parte a quota inferiore che si sviluppa dal livello del mare (area del porto) fino alla superiore strada litoranea sulla costa orientale del Salento.
Più volte indicata erroneamente come frazione (l'unica) del comune di Castro, in realtà è strettamente connessa al tessuto urbano di Castro con cui forma un unico ed organico agglomerato urbano.
Sede negli anni scorsi di un ufficio postale e di una scuola elementare autonoma, ha sede parrocchiale autonoma rispetto al resto dell'abitato. Molti studiosi, tra cui Armando Perotti, hanno disquisito sul termine da usare per indicare tale località e del modo in cui scriverlo (Marina di Castro, Castro Marina, CastroMarina, Castromarina). Il termine più utilizzato negli atti pubblici è Castromarina.
Le popolazioni locali non usano, tuttavia, tale termine, bensì fanno riferimento o alla distinzione topografica (Castro di sopra e Castro di sotto; in salentino Casciu de susu e Casciu de sutta) o più genericamente continuano a usare il termine antico "Porto" (Portu) essendo stato per oltre duemila anni il porto della città.
Conta poco più di 600 abitanti e sorge in un punto della costa salentina ricco di grotte naturali, come la grotta Zinzulusa.
Per gli appartenenti alla Chiesa cattolica della locale parrocchia la patrona è la Madonna del Rosario di Pompei, i cui festeggiamenti si svolgono nel mese di agosto con una processione di barche in mare.

## Storia
Appare sempre più certo che il nucleo principale di Castro Marina, attestato sullo sbocco al mare dell'ampio Canalone di Castro attualmente occupato da Piazza Dante e dall'area portuale, è un antichissimo ambiente rupestre con frequentazione a partire almeno dall'età del bronzo. Alcune sepolture protostoriche sono state rinvenute in occasione dei lavori di sistemazione stradale su via Vittorio Veneto sull'imboccatura con Piazza Dante. Il complesso rupestre, favorito dalla pendenza dei versanti e dal facile taglio della tenera roccia calcarenitica, ha avuto fasi di sviluppo e frequentazione differenti legate probabilmente alle ragioni stesse dell'insediamento.
La frequentazione protostorica è da legarsi alle stesse ragioni di frequentazione di tutti gli altri ambienti ipogei costieri (rifugio naturale, disponibilità di acque dolciastre, ecc.);
In epoca ellenistica, dal IV secolo a.C. fino alla dominazione romana, l'area costituisce un'ampia cava di estrazione di blocchi calcarenitici necessari a realizzare l'imponente fortificazione dell'Acropoli superiore.
In epoca romana probabilmente si struttura un piccolo porticciolo, mentre nel Medioevo, in occasione delle ricorrenti invasioni barbariche che flagellano i centri più esposti sulle principali strade di comunicazione, ritrova un discreto utilizzo come abitato rupestre vero e proprio.
Probabilmente le dinamiche demografiche seguono quelle del centro fortificato superiore per molti secoli fino all'inizio della seconda metà dell'Ottocento che ci presenta un piccolo insediamento rupestre abitato sporadicamente solo da pochissimi pescatori.
A partire da tale data, comunemente a molte altre esperienze sulla costa adriatica e ionica, l'area dell'attuale Castromarina viene individuata dalla ricca classe salentina come interessante località di villeggiatura e conosce una fase di vera e propria colonizzazione che vede nascere importanti inserimenti urbanistici ed edilizi.
Il primo nucleo di colonizzazione, intesa come sfruttamento turistico-balneare, interessa l'attuale zona detta "Grotte del Conte", su un piccolo pianoro a pochi passi dal mare e da piccole calette di vecchie cave dismesse ideali per la comoda balneazione. Qui sorge un primo insediamento edilizio, ben strutturato ed organicamente disposto intorno ad un'ampia piazza (attuale Piazza Colombo). Si parla di un intervento realizzato da un mercante di religione ebraica a cui si deve l'ideazione e la costruzione di molti edifici. Alcuni lotti sono venduti a famiglie salentine benestanti che a propria cura realizzarono edifici di villeggiaura raffinati e ben ornati. Alcune palazzine che prospettano su Piazza Colombo hanno pregevoli pavimenti a mosaico datati al 1892.
Certamente all'inizio del '900, le famiglie agiate che risiedono per molti mesi all'anno alla Grotta del Conte contribuiscono alla nascita di una autonoma chiesetta (Santuario della Madonna di Pompei) che viene completata nel 1904.
Sorge accanto un convitto (Orfanotrofio Ciullo), alcuni alberghi, pensioni e pare anche una sala da ballo con casinò. Nel 1907 il Perotti in un articolo su La Provincia di Lecce ne descrive i frequentatori e le loro abitudini, discettando sull'appena coniato nome di Marina di Castro come d'uso per molti nuovi centri vacanzieri sulla costa, voluto dai villeggianti al posto del praticato e poco fascinosco termine de Il Porto.

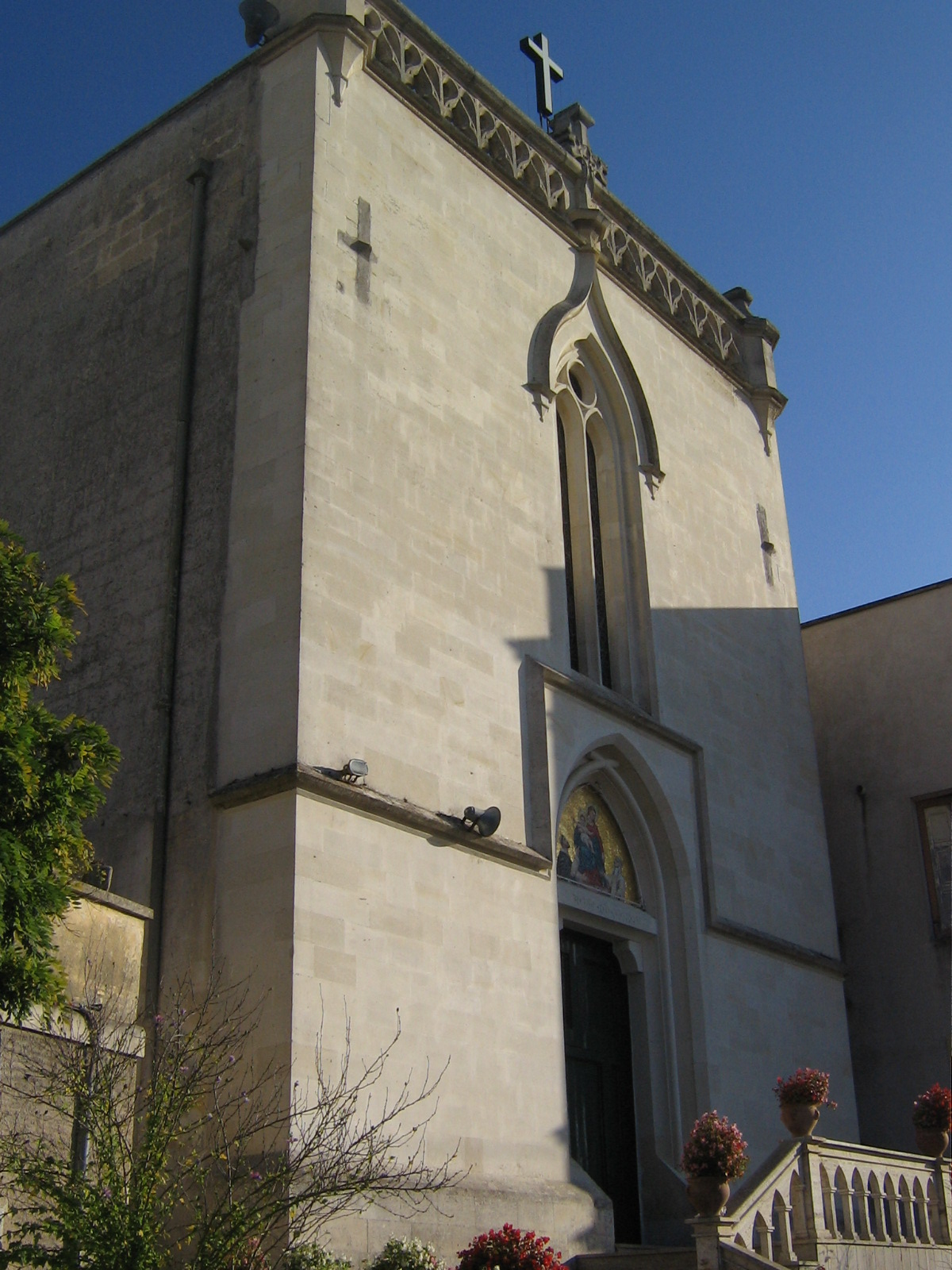
Santuario della Madonna di Pompei

Una seconda fase espansiva vede interessare il versante ovest del Canalone, sul lato opposto a quello occupato dalla città. Dapprima con un piccolo ponticello si supera l'alveo del Canalone e si realizza l'attuale palazzina Stasi. Poi si porta in galleria il tratto dell'attuale piazzetta inferiore (antistante la pescheria Ciullo) favorendo la nascita di residenze più popolari (degli stessi pescatori di Castro), ma anche della splendida Villa Marati.
Nel 1930 sono ultimati i lavori di livellamento e allargamento di via Vittorio Veneto con l'intento di realizzare una strada per l'accesso al porto vecchio e a un nascente porto nuovo. Viene ricolmata parte del Canalone a ridosso delle palazzine interessate dal crollo del gennaio 2009, occultando le aperture di alcune grotte poste a quota inferiore. I lavori interessano anche il Porto Vecchio e nel 1932 il pittore Giuseppe Casciaro, da Ortelle, ritrae già in un suo pastello la piccola rotonda del porticciolo vecchio. Solo nel 1954 si realizza il primo muraglione di difesa del Porto Nuovo che va a occupare l'area dei bagnanti della Grotta del Conte (Le Tagliate).
Una profonda trasformazione dell'area interviene a seguito della realizzazione delle strade litoranee, volute dal regime fascista in previsione della difesa delle coste. Viene realizzato un ponte a tre campate (di cui quella centrale più ampia) che unisce il versante est del Canalone, già ricolmato nel 1930, con la nuova strada per litoranea per Tricase. I lavori non sono datati con certezza pur essendo trascorso pochissimo tempo dagli stessi. In alcune foto è possibile vedere alcuni pali per l'illuminazione a gas già installati negli anni trenta. Nel 1954, assieme ai lavori del novo porto, si termina il completo sottopasso delle acque dell'alveo del Canalone realizzando l'ampio piazzale unificato di Piazza Dante, con nuovi giardini, i servizi igienici e la piantumazione di tamerici e pittospori. A partire dagli anni '50 la primigenia piazza Colombo in località Grotta del Conte comincia a perdere la centralità della vita sociale, commerciale e turistica in favore della strutturata e ampliata Piazza Dante che assicura il collegamento motorizzato a più ambiti urbani e diverse direttrici. Con la nascita del turismo di massa (favorito dalla motorizzazione degli anni '60) e del benessere sociale, si avvia un nuovo sviluppo edificatorio con abitazioni di minor pregio rispetto alle vecchie palazzine di villeggiatura delle fasce benestanti, in particolare sulle direttrici per Tricase e per Santa Cesarea Terme, fino ai limiti territoriali del Comune di Castro. Alla fine degli anni sessanta i tessuti urbani di Castro e de Il Porto si fondono completamente su un amplissimo fronte, risolvendo molte delle questioni sull'identità di quello che per molti secoli è stato solo e soltanto il quartiere marittimo di Castro.
Negli anni ottanta è avviato un ampliamento del Porto Nuovo.
Nel 1986, mons. Vincenzo Franco, arcivescovo di Otranto, ha elevato a parrocchia la chiesa santuario.
Nel 1990 si è aggiunto il nuovo quartiere delle Frasciule (area di espansione edilizia).

## Luoghi di interesse

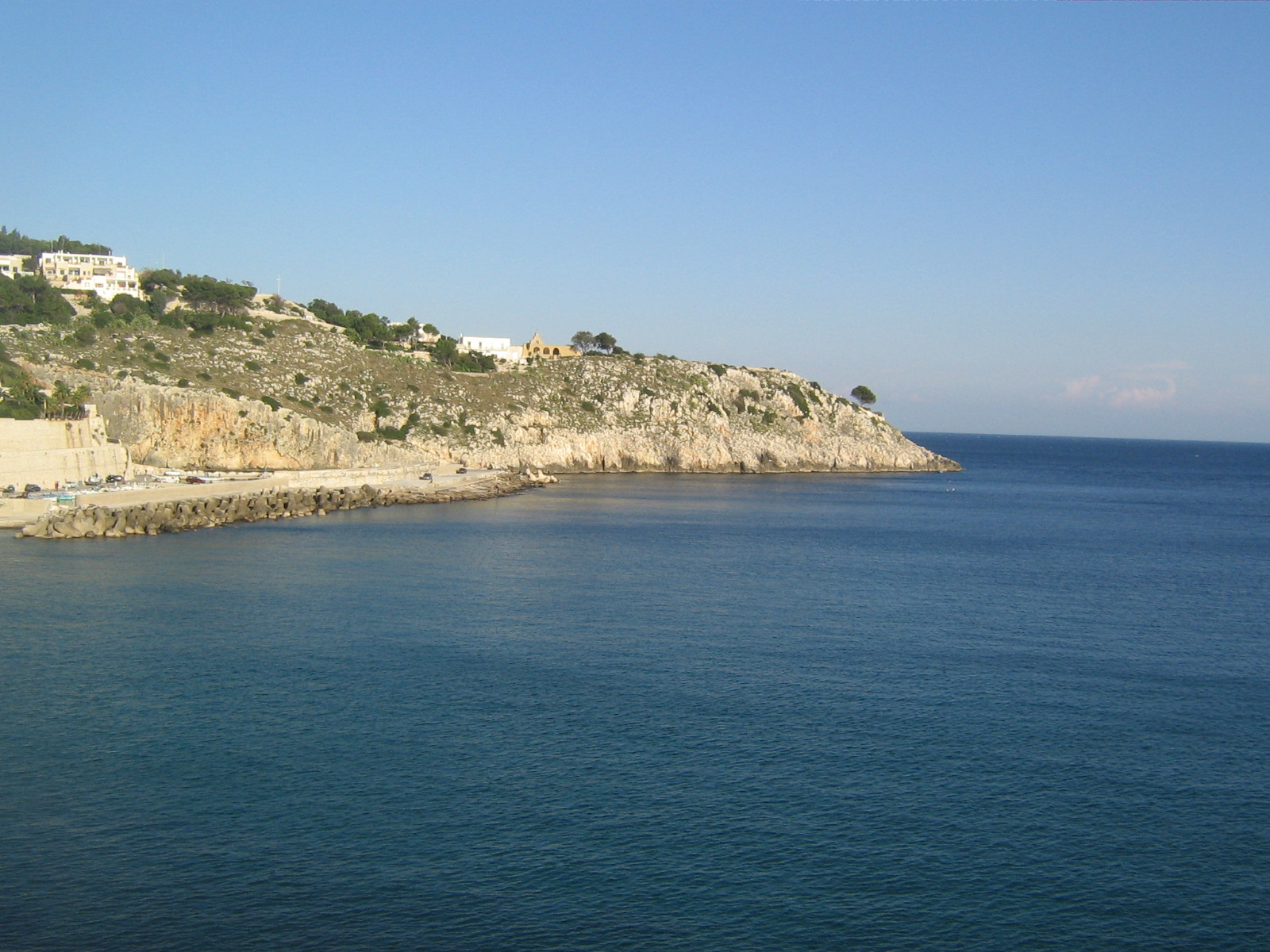
Punta Mucurune

L'abitato presenta differenti forme paesaggistiche, conservando in molti punti aspetti di naturalità, di insediamento popolare e di ricca edilizia di villeggiatura. Presso il porto si possono ancora ammirare le grotte scavate che servono da magazzini per i pescatori.
Lungo i 4 km di costa del suo territorio, dal confine con Santa Cesarea Terme sino a quello con Marina di Marittima sono presenti, oltre alla grotta Zinzulusa, la grotta Romanelli, la grotta Azzurra e la grotta Palombara. Lungo la costa si trova inoltre la punta di Mucurune, dove recenti ricerche sembrano aver evidenziato la presenza di un abitato a capanne databile all'età del Bronzo recente-finale, con numerosi resti ceramici sparsi in particolare sul piccolo pianoro antistante la cappella dei paracadutisti della divisione "Folgore". Proprio da punta Mucurune passa inoltre il 40º parallelo, mentre alla base del promontorio sono numerose le sorgenti gelide di acqua dolce che sfociano in mare.

## Eventi e manifestazioni
L'area di Castro Marina presenta prevalente vocazione turistica e lo svolgimento di feste e manifestazioni, specie nel periodo estivo, è continuo. La programmazione degli eventi è coordinata dall'Amministrazione Comunale con apposito calendario.
Da segnalare tra gli eventi più significativi:
- Festeggiamenti civili e religiosi della Vergine del Rosario, protettrice della Parrocchia di Castro Marina, fissata generalmente nei giorni immediatamente antecedenti il Ferragosto. I festeggiamenti prevedono la Processione in mare della statua della Vergine su un barcone da pesca lungo la costa tra la grotta Zinzulusa e la marina di Marittima e lo sparo di fuochi di artificio sul frangiflutti.
- Sagra del Pesce fritto, una delle sagre gastronomiche più seguite ed apprezzate nel Salento.

## Economia
Porto peschereccio, durante la stagione estiva aumenta notevolmente il suo numero di abitanti grazie al turismo balneare.

## Il crollo

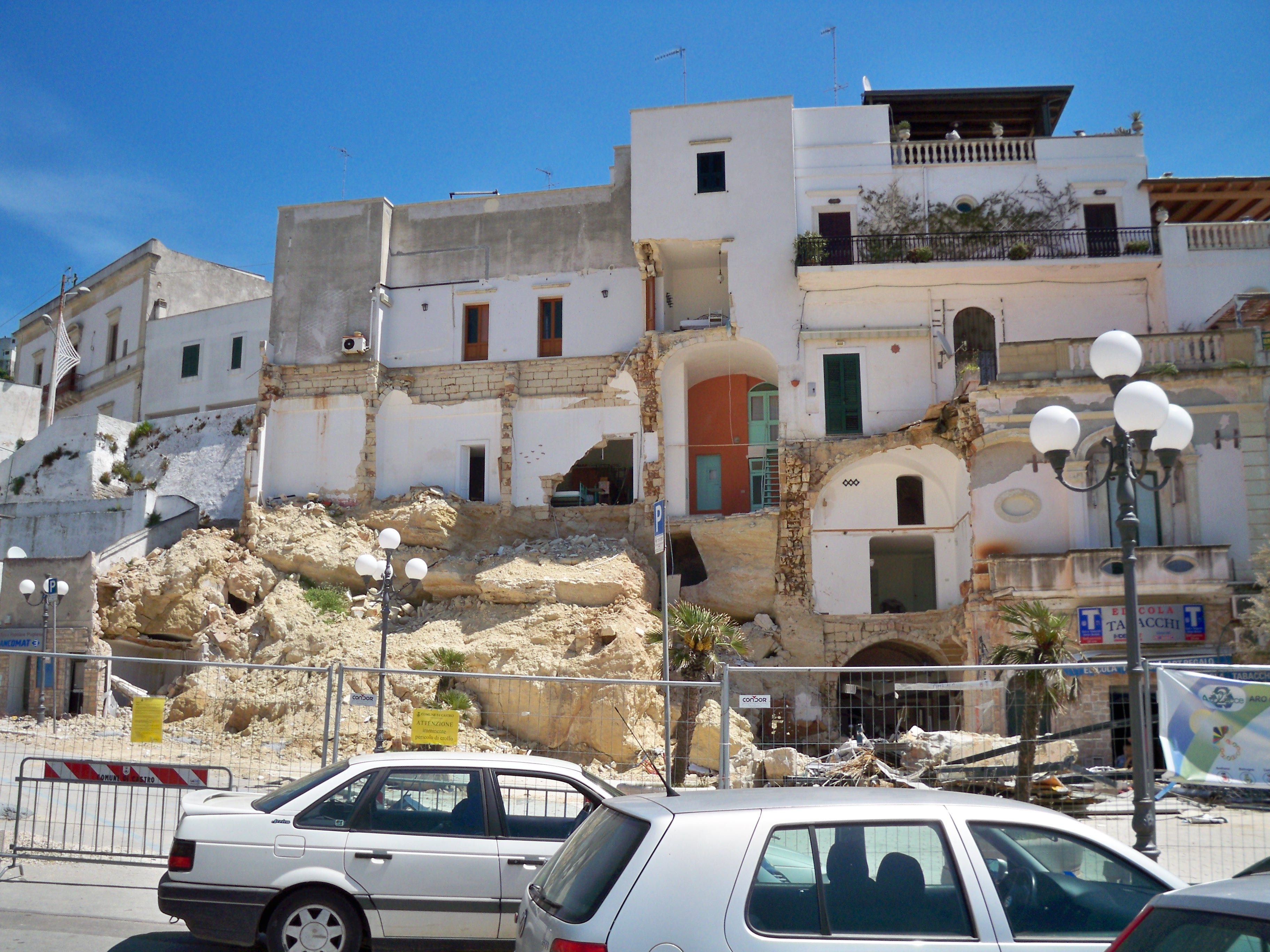
Piazza Dante dopo il crollo

Il 31 gennaio 2009 crolla la facciata del palazzo principale di piazza Dante sfregiando così la più importante e caratteristica piazzetta del borgo. L'evento, fortunatamente, non ha causato nessun morto. Nel corso dell'estate 2013 sono stati avviati e, nel 2015, completati i lavori di ricostruzione allo stato rustico degli edifici.